# Sprachförderung
Mit Sprachförderung wird die Gesamtheit der Methoden bezeichnet, Kinder und Jugendliche auf den sprachlichen Entwicklungsstand Gleichaltriger zu bringen, indem man ihnen mit angemessenen Methoden hilft, allgemeine Fortschritte in der Beherrschung einer Sprache zu machen, d. h. im engen Sinne, Fortschritte in der Beherrschung der Landessprache zu machen.

## Sprachförderung und sprachliche Entwicklung
Am häufigsten trifft man den Begriff in der vorschulischen Erziehung an, aber auch in der Pädagogik der Primarstufe des Schulsystems und in den Förderschulen Sprache. Grundsätzlich aber ist Sprachförderung eine Bemühung, die heute von allen Bildungseinrichtungen – und neuerdings auch von Familien – gefordert wird. Sprachförderung ist dann von großer Bedeutung, wenn Kinder im Verlaufe ihrer Entwicklung Defizite im Sprachverständnis oder Ausdruck haben (im Vergleich mit den Gleichaltrigen); sinnvoll ist es dann, dem Kind durch gezielte sprachliche Interaktionen zu helfen, diese Defizite auszugleichen. Dabei ist die Aktivität des Kindes gefragt – zusätzliches passives Konsumieren von Sprache (z. B. vor dem Fernsehgerät) ist ohne (Förder-)Effekt. So zeigt eine Studie aus dem Jahr 2009, dass Kinder unter drei Jahren auch von speziell für Kleinkinder konzipierten Fernsehsendungen oder Videos „zur Förderung der Sprachbildung“ kaum profitieren: Kleinkinder waren nur dann in der Lage, neue Verben zu erlernen, wenn ein Erwachsener sie dabei aktiv unterstützte.

## Zielgruppen der Sprachförderung
Die Ergebnisse von Sprachstandserhebungen zeigen, dass Kinder, die Deutsch als Zweitsprache sprechen, signifikant mehr Sprachprobleme haben als Kinder mit Muttersprache Deutsch. Relevante Faktoren für das Sprachvermögen der Kinder sind neben der Mehrsprachigkeit das soziale Umfeld von Kind und Familie. Kinder, deren Erstsprache nicht Deutsch ist, sowie Kinder aus Familien mit niedrigem sozioökonomischem Status haben daher besonderen Bedarf an Sprachförderung. Dementsprechend spielt Sprachförderung eine Rolle bei der Integration von Zugewanderten. Dabei stellt die Bildungssprache besondere Anforderungen.
Die einzelnen Bundesländer haben unterschiedliche Konzepte zur Sprachförderung von Vorschul- und Schulkindern. Auch besteht ein enger Bezug zu Leseförderung.

## Wissenschaftliche Grundlagen der Sprachförderung
Die Sprachförderung in Kindergärten und in Grundschulen ist eine interdisziplinäre Aufgabe, an der verschiedene Wissenschaften beteiligt sind, so Lern- und Entwicklungspsychologie, Neurophysiologie, Neurobiologie, Linguistik. Die pädagogische Praxis hat dabei die Aufgabe, neueste Erkenntnisse der Wissenschaft im Alltag von Kindergarten und Schule zu realisieren und konkret anzuwenden.
Vor allem im Bereich vorschulischer Sprachförderung und der Grundschulpädagogik gibt es eine reichhaltige Literatur, die Eltern und Lehrer bei der Sprachförderung unterstützen soll.